# Abydos
| U23 | D58 | N26 · O49 |

Abdżu – nazwa miejscowa zapisana hieroglificznie
Abydos (eg. Abdżu, arab. Arabat el-Madfurnah – Pogrzebany Arabat) – starożytne miasto w Górnym Egipcie, obecnie mała wioska na zachodnim brzegu Nilu. W starożytności w pobliżu znajdowało się miasto Tinis, z którego zgodnie z przekazem miał pochodzić faraon Narmer.
W okresie Nagada II Abydos stało się jednym z centrów osadniczych Górnego Egiptu, by pod koniec tego okresu wyodrębnić się jako ośrodek władzy. W pobliskim Umm el-Qaab powstała nekropola władców I i II dynastii; z tzw. „0” dynastii (3120–3080 p.n.e.) pochodzą groby królów Iry-Hor i Ka. Możliwe jednak, że znajdowały się tam jedynie cenotafy królów, a rzeczywistym miejscem ich pochówku było Sakkara.
Grób faraona Dżera, odnowiony w czasach XVIII dynastii, zaczęto otaczać czcią jako miejsce pochówku Ozyrysa. Cmentarz predynastyczny i wczesnodynastyczny (składający się z trzech wyodrębnionych chronologicznie części), został założony na pustynnym płaskowyżu u wylotu skalnej doliny, którą Egipcjanie uważali za bramę w zaświaty.
Na cmentarzu „U” z okresu predynastycznego odkryto grób tzw. Skorpiona I z bogatym wyposażeniem i tabliczkami z pierwszymi hieroglifami. Z okresu wczesnodynastycznego zachowały się stele, np. znajdująca się w Luwrze stela faraona Dżeta, oraz ślady świątyń. Lokalnym bóstwem Abydos był bóg zmarłych Chentiamentu („Pierwszy z Zachodnich”).
W czasach VI dynastii Abydos stało się miejscem kultu Ozyrysa. Pierwotne bóstwo Chentiamentu zachowywało swe znaczenie i przywileje jeszcze w ciągu następnych kilku wieków. Dopiero za panowania XI dynastii przeszło pod władanie Ozyrysa (Chentiamentu został utożsamiony z Ozyrysem – „Ten, który przewodzi Zachodnim”). Zgodnie z wierzeniami starożytnych Egipcjan w Abydos Izyda pochowała szczątki swojego męża zgładzonego i rozczłonkowanego przez Seta (według innych podań – tylko jego głowę). Abydos stało się celem pielgrzymek; od czasów XII dynastii (1985-1795 p.n.e.) odbywały się tam słynne misteria ku czci Ozyrysa. Największy rozkwit miasta nastąpił w okresie panowania XIX dynastii.
Wśród ruin odkopanych w 1859 r. przez francuskiego archeologa Auguste Mariette’a i przetrwałych do naszych czasów, zachowała się świątynia przebudowana w latach 1300–1233 p.n.e. za czasów Setiego I i Ramzesa II. Sanktuarium złożone z 7 kaplic poświęcone było siedmiu bogom: po lewej stronie Ozyrysowi, Izydzie i Horusowi jako trójcy ozyriackiej. W środkowej części znajdowała się kaplica poświęcona Amonowi. Kolejne dwie umieszczone po prawej stronie były poświęcone Ptahowi, Re-Horachte, ostatnia – Setowi.
Ściany świątyni pokrywają reliefy przedstawiające króla z synem Ramzesem składających ofiary przodkom. Dwie tablice – jedna z czasów Setiego, druga z czasów Ramzesa II (ta w British Museum w Londynie) są bezcennym źródłem informacji o władcach Egiptu.